# Shanglian
Shanglian (kinesiska: 上莲) är en socken i sydöstra Kina. Den ligger i Minqing härad i provinshuvudstaden Fuzhou i provinsen Fujian, omkring 66 kilometer väster om centrala Fuzhou. Antalet invånare är 9 086. Befolkningen består av 4 305 kvinnor och 4 781 män. Barn under 15 år utgör 18,0 %, vuxna 15-64 år 71 %, och äldre över 65 år 10,0 %.